# Trébabu
Trébabu település Franciaországban, Finistère megyében. Lakosainak száma 365 fő (2022. január 1.). Trébabu Le Conquet, Plougonvelin és Ploumoguer községekkel határos.

## Népesség
A település népessége az elmúlt években az alábbi módon változott:
| Lakosok száma | 200  | 273  | 346  | 364  | 347  | 338  | 352  | 360  | 363  | 365  |
|               | 1968 | 1982 | 1990 | 2006 | 2013 | 2015 | 2017 | 2019 | 2020 | 2022 |